# El Gawafel sportives de Gafsa
Maillots
El Gawafel sportives de Gafsa (arabe : القوافل الرياضية بقفصة), plus couramment abrégé en EGS Gafsa, est un club tunisien de football fondé en 1967 et basé dans la ville de Gafsa.
L'EGSG évolue en Ligue I durant la saison 2023-2024.
Le nom tunisien fait référence aux caravanes dont la ville de Gafsa constitua longtemps un point de passage.

## Histoire
Le club voit le jour à la suite de la fusion entre les clubs de l'Union sportive de Gafsa-Ksar (USGK) et le Stade sportif gafsien (SSG) dans le cadre d'un parrainage par la Société régionale de transports dont le PDG, Mohamed Rouached, assume la présidence du club pendant plusieurs années. Entre 1968 et 2004, le club évolue en divisions II et III avant d'assurer son accession en Ligue II puis, pour la première fois, en Ligue I où il évolue depuis. En 1987-1988, les différents clubs de football de la ville sont regroupés dans un club appelé Club sportif gafsien, union qui ne dure qu'une saison.

## Écusson

Logo du club.
Logo sur le maillot.

## Palmarès
| National                                                                 |
| ------------------------------------------------------------------------ |
| \| - Championnat de Tunisie de Ligue II (1) - Vainqueur : 2023[4],[5] \| |
| - Championnat de Tunisie de Ligue II (1) - Vainqueur : 2023,             |

## Évolution
- 1968-1969 : division III (sud-ouest)
- 1969-1970 : division II (unique)
- 1970-1972 : division III (sud-ouest)
- 1972-1976 : division II (centre-sud)
- 1976-1978 : division III (sud-ouest)
- 1978-1980 : division II (centre-sud)
- 1980-1983 : division III (sud-ouest)
- 1983-1988 : division II (sud)
- 1988-1990 : division I (centre-sud)
- 1990-1991 : division d'honneur
- 1991-1993 : division I (centre-sud)
- 1993-1996 : division d'honneur
- 1996-2000 : division d'honneur (sud)
- 2000-2004 : Ligue II
- 2004-2016 : Ligue I
- 2016-2023 : Ligue II
- depuis 2023 : Ligue I

## Personnalités

### Entraîneurs
- Noureddine Ben Ammar (1968-1969)
- Omrane Fitouri (1969-1971)
- Abdelwahab Lahmar (1971-1972)
- Abdelhafidh Arfa (1972-1974)
- Omrane Fitouri (1974)
- Abdelhafidh Arfa (1974-1977)
- Abdelwahab Lahmar (1977-1978)
- Amor Bellil (1978-1979)
- Mustapha Jouili (1979-1980)
- Sassi Belhoula (1980-1981)
- Abdelhafidh Arfa (1981-1982)
- Abid Mchala (1982-1983)
- Abdelwahab Lahmar (1983-1984)
- Mohamed El Abed (1984-1985)
- Abdelhafidh Arfa (1985-1986)
- Noureddine Ben Ammar (1986)
- Mohamed El Abed (1986-1987)
- Sassi Belhoula (1987)
- Laaribi[Qui ?] (1987-1988)
- Abdeljelil Ben Miled (1988)
- Ezzedine Khémila (en) (1988)
- Mohamed Salah Jedidi (1988-1989)
- Mohamed El Abed (1989-1990)
- Rojkov[Qui ?] (1990-1991)
- Fakher Trigui (1991)
- Hassen Feddou (1991-1992)
- Ezzedine Khémila (en) (1992-1993)
- Abderrahmane Rahmouni (1993)
- Abdelhafidh Arfa (1993-1994)
- Ezzedine Khémila (en) (1994-1995)
- Wahid Hidoussi (1995-1996)
- Belhassen Meriah (1996)
- Abdelaziz Seddik (1996-1997)
- Georgi Gyurov (1997-1998)
- Hédi Kouni (1998)
- Ammar Souayah (1998-1999)
- Ezzedine Khémila (en) (1999)
- Youssef Seriati (1999)
- Moncef Arfaoui (1999)
- Abdelhafidh Arfa (1999)
- Mohamed El Abed (1999-2000)
- Georgi Gyurov (2000)
- Abderrahmane Rahmouni (2000)
- Ezzedine Khémila (en) (2000-2001)
- Farhat Zarrouk (2001)
- Momarton[Qui ?] (2001-2002)
- Moncef Arfaoui (2002)
- Mahmoud Ouertani (en) (2002-2003)[6]
- Sassi Belhoula (2003)
- Mohamed Henkouche (2003)
- Ezzedine Khémila (en) (2003)
- Abdelwahab Lahmar (2003-2004)
- Jalel Kadri (2004-2005)
- Amor Meziane (2005)
- Ferid Ben Belgacem (en) (2005-2007)
- Khaled Ben Yahia (2007)[6]
- Ezzedine Khémila (en) (2007-2008)[6]
- Samir Jouili (en) (2008)[6]
- Abdelaziz Khrouf (2008)[6]
- Moncef Arfaoui (2008)
- Ghazi Ghrairi (2009)[6]
- Mohamed Kouki (en) (2009)[6]
- Abdelmadjid Khrouf (2008)[6]
- Sami Radhouani (2009-2010)[6]
- Jalel Kadri (2010)[6]
- Ferid Ben Belgacem (en) (2010-2011)[6]
- Khaled Ben Sassi (en) (2011)[6]
- Kamel Zouaghi (2011)[6]
- Khaled Ben Yahia (2011-2012)[6]
- Patrick Liewig (2012)[6]
- Farhat Zarrouk (2012)[6]
- Ezzedine Khémila (en) (2012-2013)[6]
- Habib Mejri (2013)[6]
- Khaled Ben Yahia (2013-2014)[6]
- Lotfi Kadri (en) (2014)[6]
- Habib Mejri (2014)[6]
- Khaled Ben Yahia (2014)[6]
- Nabil Kouki (2014-2015)[6]
- Khaled Ben Yahia (2015)[6]
- Hamadi Dhaou (2015)[6]
- Khaled Ben Yahia (2015)[6]
- Kais Yaâkoubi (2015-2016)[6],[7]
- Hassen Gabsi (2016)[6]
- Lotfi Sebti (en) (2016-2017)[6]
- Ezzedine Khémila (en) (2017)[6]
- Hedi Mokrani (en) (2017-2018)[6]
- Karim Dalhoum (2018)[6]
- Lotfi Jebali (2018-2019)[6]
- Chokri Bejaoui (en) (2019-2020)[6]
- Kaïs Karoui (2020)[6]
- Nabil Ferchichi (2021)[6]
- Nidhal Khiari (2021-2022)[6]
- Lotfi Jebali (2022-2023)[6]
- Chaker Meftah (en) (2023-2024)[6],[8]
- Skander Kasri (en) (2024)[9]
- Sofiene Hidoussi (2024)[10]
- Samir Jouili (en) (2024)[11]
- Jamel Khcharem (2024)[12]
- Skander Kasri (en) (2024- )[13]